# 24269 Кіттаппа
24269 Кіттаппа (24269 Kittappa) — астероїд головного поясу, відкритий 8 грудня 1999 року.
Тіссеранів параметр щодо Юпітера — 3,518.